# Coutures (Moselle)
Pour les articles homonymes, voir Coutures.
Coutures est une ancienne commune française du département de la Moselle en région Grand Est. Elle est associée à la commune de Château-Salins depuis 1975.

## Géographie
Coutures se trouve dans le nord-est de la France. Le village est situé dans le Saulnois, près de Château-Salins, en Moselle.

## Toponymie
- De l’ancien français couture « terre en culture », issu du latin cultura « terre cultivée ».
- Coltires et Colters (1252)[1], Kolterschen (1397)[1], Colterssen (1397)[2], Kolter (1421)[2], Colters (1469)[2], Coustures (1550)[2], Coutures (1793), Couture (1801).

## Histoire
Le 1er juin 1975, la commune de Coutures est rattachée à celle de Château-Salins sous le régime de la fusion-association.

## Administration
| Période                                  | Période   | Identité          | Étiquette | Qualité |
| ---------------------------------------- | --------- | ----------------- | --------- | ------- |
| mars 1989                                | mars 2001 | Jean-Louis Kel    |           |         |
| mars 2001                                |           | Jacques Caromelle |           |         |
| Les données manquantes sont à compléter. |           |                   |           |         |

## Démographie
| 1793 | 1800 | 1806 | 1821 | 1831 | 1836 | 1841 | 1846 | 1851 |
| ---- | ---- | ---- | ---- | ---- | ---- | ---- | ---- | ---- |
| 156  | 194  | 191  | 263  | 290  | 243  | 260  | 292  | 300  |

| 1856 | 1861 | 1872 | 1876 | 1881 | 1886 | 1891 | 1896 | 1901 |
| ---- | ---- | ---- | ---- | ---- | ---- | ---- | ---- | ---- |
| 259  | 262  | 235  | 219  | 226  | 230  | 198  | 219  | 207  |

| 1906 | 1911 | 1921 | 1926 | 1931 | 1936 | 1946 | 1954 | 1962 |
| ---- | ---- | ---- | ---- | ---- | ---- | ---- | ---- | ---- |
| 213  | 192  | 150  | 148  | 139  | 135  | 89   | 136  | 138  |

| 1968 | - | - | - | - | - | - | - | - |
| ---- | - | - | - | - | - | - | - | - |
| 146  | - | - | - | - | - | - | - | - |

## Lieux et monuments
Église.